# Kreisgericht Langensalza
Das Kreisgericht Langensalza war von 1849 bis 1879 ein preußisches Kreisgericht mit Sitz in Langensalza. 

## Geschichte
Die „Verordnung über die Aufhebung der Privatgerichtsbarkeit und des eximierten Gerichtsstandes sowie über die anderweitige Organisation der Gerichte“ vom 2. Januar 1849 hob dann auch die Patrimonialgerichtsbarkeit auf. Gleichzeitig wurde das im März 1816 eingerichtete Oberlandesgericht Naumburg zum Appellationsgericht Naumburg umgebildet, dem 16 Kreisgerichte, darunter das Kreisgericht Langensalza zugeordnet waren. Sein Sprengel umfasste den Kreis Langensalza mit 32.573 Gerichtseingesessenen (1849).
Eine Gerichtskommission wurde in Tennstedt eingerichtet. 
Mit den Reichsjustizgesetzen wurden die Gerichtsverfassung im Deutschen Reich vereinheitlicht. Das Kreisgericht Langensalza und seine Gerichtskommission Tennstedt wurden zum 30. September 1879 aufgehoben. Neu eingerichtet wurden stattdessen die Amtsgerichte Langensalza und Tennstedt, zu dessen Sprengel noch das östlich anschließende Amt Schwerstedt des Kreises Weißensee gelegt wurde. Beide Amtsgerichte gehörten zum Bezirk des Landgerichtes Erfurt.

## Gerichtskommission Tennstedt
Die Gerichtskommission Tennstedt war für die Stadt Tennstedt sowie die Orte Blankenburg, Bruchstedt, Freienbessingen, Großurleben, Haussömmern, Hornsömmern, Kleinurleben, Kleinvargula, Mittelsömmern und Tottleben zuständig. Dieser Sprengel umfasste 1849 6.350 Gerichtseingesessene. 1879 wurde die Gerichtskommission aufgehoben und das Amtsgericht Tennstedt gebildet.